# Éminence (sous-vêtements)
Éminence est une entreprise française du secteur de l'industrie textile créée en 1944 par Georges Jonathan et Gilbert Sivel. La société est spécialisée dans la fabrication et distribution de sous-vêtements et vêtements de nuit.

## Activité
Fabrication et distribution de sous-vêtements pour hommes, femmes et enfants surtout pour les garçons tels que les pyjamas, slips et caleçons, chemise de nuit pour femmes, nuisettes, soutien-gorge, string…

## Histoire
En 1937, Georges Jonathan et Gilbert Sivel, l'un représentant de commerce à Paris, l'autre technicien du textile dans les Cévennes, créent à Nîmes, l'Atelier Artisanal de Bonneterie de Nîmes. La Seconde Guerre mondiale empêche la société de fonctionner, mais la production reprend en 1944 : naît alors la marque Éminence.
L'un étant juif et l'autre protestant, les deux fondateurs cherchent d'abord un nom religieusement neutre, puis adoptèrent le nom d'Éminence, en hommage au cardinal de Richelieu,.

## Historique
En 1946, les deux créateurs acquièrent des métiers à tisser suisse « point tamisé », non encore connus en France à l'époque, permettant de réaliser un tissu à mailles aérées, nommé le « petit point noué »
Puis en 1947, au cours d'un voyage en Argentine, Georges Jonathan découvre que les gauchos de la pampa portent un slip fendu. La société reprend l'idée et crée un slip à poche, le modèle 100 en « petit point noué », puis fin des années 1950 le célèbre modèle 108 en côtes fines. Grâce à ce nouveau modèle, la société Éminence devient spécialiste du sous-vêtement masculin.
L'entreprise est la première à vendre ses sous-vêtements en vitrine sous plastique transparent et lance dans les années 1950 une campagne publicitaire utilisant, entre autres, le chansonnier Roger Nicolas et de célèbres affichistes tels que Gruau, Leupin… Éminence est aussi la première société de sous-vêtement masculin à faire de la réclame au cinéma. Aujourd'hui, elle est une des dernières entreprises à fabriquer des sous-vêtements en France (à Aimargues et à Sauve), en grande série, malgré une grande partie de la production délocalisée depuis plusieurs années, pour des raisons de coûts.
La société est rachetée en 2018 par le groupe israélien Delta Galil Industries qui fait main-basse sur les marques du groupe Eminence.

## Présidents-directeurs généraux
- 1987-1991 : Yvon Boileux

- 1997-2007 : Marc Lefebvre[5]
- 2007-2021 : Dominique Seau
- 2021-2022 : Françoise Clément[6]
- depuis 2022 : Antonio Iandolo[7]

## Données financières
La société estime son chiffre d'affaires, en 2017, à 127 millions d'euros et son effectif à 500 personnes.